# 庫克倫
庫克倫是保加利亞的城鎮，位於該國南部，距離首府普羅夫迪夫14公里，由普羅夫迪夫州負責管轄，面積31.52平方公里，海拔高度393米，受大陸性氣候影響，2010年人口6,033，居民主要信奉東正教。
42°02′N 24°47′E / 42.033°N 24.783°E